# Mitsubishi F-2
Mitsubishi F-2 je laki japansko-američki lovački zrakoplov kojeg proizvodi Mitsubishi Heavy Industries (MHI) i Lockheed Martin. Udio proizvodnje je 60/40 u korist Japana. Uz njih u proizvodnji sudjeluje još šest američkih i japanskih tvrtki, no završno sklapanje dijelova u avion provodi MHI u Japanu. Proizvodnja je počela nedugo nakon prvog leta, već 1996. no prvi primjerci su dostavljeni tek 2000. zbog strukturalnih problema s avionima.

### Razvoj
Temelji novog lovca postavljeni su u programu FS-X u osamdesetim godinama 20. stoljeća te je novi projekt krenuo nakon sporazuma o razumijevanju između SAD-a i Japana. Kao osnova je uzet teoretska verzija F-16 Fighting Falcona, nazvana F-16 Agile Falcon, u prijevodu okretni sokol. Agile Falcon je prvotno bio predložen Ratnom zrakoplovstvu SAD-a kao naprednija i veća verzija osnovnog F-16, no bio je odbijen u korist sasvim novog programa Joint Strike Fighter, eng. Združeni udarni lovac, koji je rezultirao F-35.
Još u listopadu 1987. je F-16 izabran kao osnova za sekundarnog lovca Japana koji bi zamijenio Mitsubishi F-1, te pružio podršku F-15J i F-4EJ. Program nije tekao bez prepreka i bio je dosta kontroverzan zbog visoke cijene. Jedan F-2 košta kao četiri F-16 Block 50/52. Izvorna narudžba od 141 lovca je smanjena na 98, što je još povisilo cijenu po zrakoplovu na gotovo $110 milijuna. Ironično, time je cijena zrakoplova koji je u osnovi povećani F-16 za svega $30 milijuna manja od cijene najboljeg i najsofisticiranijeg lovca današnjice, F-22 Raptora.
Jednini incident s F-2 se dogodio 31. listopada 2007. kada se dvosjed F-2B srušio prilikom polijetanja. Zrakoplov je bio na evaluaciji prije dostavljanja Japanskim zračnim samoobrambenim snagama. Oba testna pilota su preživjela s lakšim ozljedama.

### Dizajn
Razlike između F-2A i F-16
- 25% veća površina krila
- uporaba kompozitnih materijala radi manje težine i radarskog odraza
- duži nos
- veći uvodnik zraka
- veći vertikalni stabilizator
- trodjelna umjesto dvodjelne kupole kokpita

F-2 također ima kočioni padobran poput europskih F-16 kojeg nema u primjercima USAF-a.

### Verzije
- XF-2A jednosjedni prototip
- XF-2B dvosjedni prototip
- F-2A jednosjedni lovac
- F-2B dvosjedni trenažer

## Tehničke karakteristike (F-2A)
Osnovne karakteristike
- posada: 1
- dužina: 15,52 m
- raspon krila: 11,13 m
- površina krila: 34,84 m2
- visina: 4,69 m

Letne karakteristike
- najveća brzina: 2M
  - borbeni dolet: 834 km na protubrodskoj zadaći
- najveća visina leta: 18.000 m
- specifično opterećenje krila: 430 kg/m2
- motor: 1× General Electric F110-GE-129 turbofen